# Life Is Worth Living
Life is Worth Living (Vivir vale la pena) es un programa de televisión estadounidense emitida en la DuMont Television Network desde 1952 hasta 1955, para después pasar a la ABC hasta su cancelación en 1957.  
Presentada por el Arzobispo Fulton J. Sheen, la serie consistía principalmente de una discusión sobre los asuntos morales del día. 
DuMont estaba buscando ideas para nuevos programas y puso una serie de programas religiosos rotantes conducidos por un ministro protestante, un rabino judío y un obispo católico. Mientras que los otros programas no recibieron gran atención y fueron cancelados, el obispo (Sheen) se convirtió en un éxito de la televisión nocturna, encontrando un patrocinante en la marca de televisores Admiral. El conductor ganó el Premio Emmy de 1952 a la personalidad más destacada, siendo el único de la cadena DuMont en toda su historia.
El programa se emitió en estaciones locales alrededor de Estados Unidos hasta 1968. Sheen fue después nombrado Arzobispo de la Diócesis de Rochester, Nueva York. Murió en 1979.

## Historia de la emisión
Presentada por el obispo (más tarde arzobispo) Fulton J. Sheen, el programa consistía en Sheen hablando a la cámara y discutiendo cuestiones morales de la época, a menudo utilizando dibujos y listas de pizarra para ayudar a explicar el tema. Cuando se llenaba el pizarrón, se trasladaba a otra parte del set y solicitaba a uno de sus "ángeles" (uno de los miembros del equipo de televisión) que limpiara el pizarrón.
En 1952, DuMont estaba buscando ideas de programación y probó una serie rotativa de programas religiosos organizados por un ministro protestante, un rabino judío o un obispo católico. Si bien los otros programas no fueron exitosos, el del obispo (Sheen) fue un éxito, encontró un patrocinador en los televisores Admiral y se convirtió en el único ganador del Premio Emmy de DuMont durante su década de transmisión. Life Is Worth Living tenía la distinción de ser transmitido en más estaciones (169) que cualquier otro programa de DuMont programado regularmente, y se cree que fue el programa religioso más visto en la historia de la televisión. 
Antes de Life Is Worth Living, Sheen había aparecido en el programa de radio The Catholic Hour de 1928 a 1952. Con su mirada hipnótica, sonrisa conmovedora y entrega dramática, de Sheen se consideró que poseía habilidades naturales para la televisión. Transmitido opuesto al tremendamente popular espectáculo de martes por la noche de NBC presentado por Milton Berle, Sheen fue la única persona que pudo ser competitivo con Berle. Sheen atrajo hasta 10 millones de espectadores cada semana. 
Sheen y Berle disfrutaron de una rivalidad amistosa. Se dice que Berle bromeó: "Ambos trabajamos para el mismo jefe, 'Sky Chief Supreme'", haciendo referencia a un grado de gasolina producida por Texaco, su patrocinador, así como a Dios ("supremo jefe celestial"). Más tarde, cuando Sheen ganó un Emmy, Berle bromeó: "Tiene mejores escritores: Mateo, Marcos, Lucas y Juan", en alusión a los cuatro evangelistas. Como un despegue del popular apodo de Berle "Tío Miltie", Sheen una vez abrió su programa diciendo: "Buenas noches, soy el tío Fultie".
El carismático Sheen se convirtió en una de las estrellas más inverosímiles de la televisión, ganando un Premio Emmy a la "Personalidad más destacada de la televisión" en 1952. Durante su discurso de aceptación, tomó prestada la línea de Berle, acreditando a sus cuatro escritores por su éxito: Mateo, Marcos, Lucas y Juan.
Sheen hizo declaraciones controvertidas contra el comunismo y el socialismo. En 1953, un episodio de Life Is Worth Living consistió en una lectura de la escena del entierro de Julio César, con Sheen sustituyendo los nombres de Stalin, Beria, Malenkov y Vyshinsky por César, Casio, Marco Antonio y Bruto. Sheen declaró dramáticamente: "Stalin debe algún día cumplir con su juicio". Una semana después, el dictador ruso murió de un derrame cerebral.

## Cambio de red
Cuando DuMont dejó de transmitir por la red en 1955, Sheen trasladó su programa a ABC, dio una conferencia y regresó a la televisión de 1958 a 1961 con The Best of Bishop Sheen en la NTA Film Network, y en 1961 con The Fulton Sheen Program, esencialmente un renacimiento de Life is Worth Living.
El programa fue transmitido en estaciones locales en todo Estados Unidos hasta 1968, con los programas posteriores en color. Los tiempos habían cambiado, y los programas de la década de 1960 no coincidían con la audiencia de sus primeros años. Más tarde, Sheen fue nombrado obispo de la diócesis de Rochester, Nueva York. Murió en 1979.

## Redifusiones
Redifusiones de Life Is Worth Living y The Fulton Sheen Program continuaron circulando hasta principios de la década de 1990 en las estaciones de transmisión. Su estatus como personalidad televisiva y figura religiosa popular cayó drásticamente en la década de 1990 y principios de la década de 2000.
En 2002 se abrió una Causa de Canonización para investigar la posible santidad del obispo Sheen. Esto, junto con la disponibilidad de su material en Internet, ha resultado en un resurgimiento de la popularidad del trabajo de Sheen.
Sus programas fueron reintroducidos en circulación por EWTN, con nuevas presentaciones del actor Joseph Campanella. A principios de la década de 2010 se convirtió en una figura muy popular entre los católicos más jóvenes.

## Estado del contenido
La Escuela de Teología y Ministerio de St. Bernard en Rochester, Nueva York, posee los derechos de autor del programa, y The Fulton J. Sheen Company, Inc. posee los derechos de licencia. Se cree que el Instituto tiene toda la serie en su archivo.
Además, el Archivo de Cine y Televisión de la UCLA tiene cuatro episodios, el Museo de Comunicaciones de Radiodifusión tiene cinco episodios, el Centro Paley para Medios tiene una cantidad desconocida de episodios y la colección J. Fred MacDonald en la Biblioteca del Congreso tiene seis episodios. 

## Tema musical
El tema de Life is Worth Living durante su tiempo en la Red DuMont fue "Said the Bells", de Charles William.
Para los programas posteriores de Sheen, se usó una grabación de "Marche Miniature Viennoise" (1925) del compositor Fritz Kreisler, pero no se otorgó crédito en pantalla por el título, compositor u orquesta que interpretara la canción. Aunque Kreisler grabó una versión de esta composición clásica, se arregló a un ritmo más rápido y, por lo tanto, no era la versión utilizada para el programa.